# Schneemann (Familienname)
Schneemann ist ein deutscher Familienname.

## Herkunft und Bedeutung
Schneemann ist entweder ein Herkunfts- oder Wohnstättenname. Als Herkunftsname erfolgte die Benennung nach den Siedlungsnamen Schnee sowie Groß Schneen oder Klein Schneen. Als Wohnstättenname geht er auf das mittelniederdeutsche snede (deutsch: Grenze oder Grenzzeichen) zurück; er bezeichnete also Personen die an der Grenze einer Siedlung oder eines Herrschaftsgebietes wohnten.

## Varianten
- Schnee, Schneimann

## Namensträger
- Carolee Schneemann (1939–2019), US-amerikanische Künstlerin
- Gerhard Schneemann (1829–1885), deutscher Theologe
- Hubert Schneemann (* 1952), deutscher Krankenhausapotheker und Pharmaziedirektor
- Karl Schneemann (1812–1850), deutscher Mediziner, Mitbegründer der Medizinischen Poliklinik München
- Klaus Schneemann (* 1944), deutscher Brigadegeneral
- Leonhard Schneemann (* 1968), österreichischer Politiker (SPÖ)
- Moritz Schneemann (1836–1930), deutscher Gutsbesitzer und Abgeordneter des Rheinischen Provinziallandtags
- Theodor Schneemann (1873–1958), deutscher Politiker
- Wilhelm Schneemann († nach 1939), deutscher SA-Führer